# هاني فورستينبرج
هاني فورستينبرج (بالعبرية: חני פירסטנברג‏) هي مغنية وممثلة إسرائيلية، ولدت في 14 سبتمبر 1979 في إسرائيل.

## وصلات خارجية
- هاني فورستينبرج على موقع IMDb (الإنجليزية)
- هاني فورستينبرج على موقع قاعدة بيانات برودواي على الإنترنت (الإنجليزية)
- هاني فورستينبرج على موقع قاعدة بيانات الفيلم (الإنجليزية)